# Weberbauera trichocarpa
Weberbauera trichocarpa är en korsblommig växtart som först beskrevs av Reinhold Conrad Muschler, och fick sitt nu gällande namn av James Francis Macbride. Weberbauera trichocarpa ingår i släktet Weberbauera och familjen korsblommiga växter. Inga underarter finns listade i Catalogue of Life.